# Harold Wilson (wioślarz)
Harold C. Wilson (ur. 15 stycznia 1903 w Waszyngtonie, zm. 2 maja 1981 w Beach Haven) – amerykański wioślarz, brązowy medalista olimpijski.
Wystąpił na igrzyskach olimpijskich w Paryżu w 1924, gdzie reprezentanci USA w składzie: Leon Butler, Harold Wilson i Edward Jennings (sternik) zdobyli brązowy medal w dwójkach ze sternikiem. Był to jego jedyny start olimpijski.